# Tabu (album)
Tabu – album zespołu Kombi nagrany w 1988 roku w studiu Sławomira Łosowskiego i wydany w roku następnym – 1989. W sferze brzmieniowej był on połączeniem muzyki z lat 1976-1982 i tej późniejszej z okresu "elektronicznego". Przede wszystkim bardziej niż w poprzednich albumach jest słyszalna gitara Grzegorza Skawińskiego, co nie oznacza, że syntezatory nie są tu wszechobecne. Sławomir Łosowski utrzymał zestaw klawiszowy użyty w LP Kombi 4, lecz komputer perkusyjny Yamaha RX11 zastąpiony został wielobarwnym modelem Yamaha RX5. W zestawie także użyto dodatkowego modułu basowego 360 Midi Bass Systems. Płyta zawiera takie przeboje jak: „Nietykalni – skamieniałe zło”, „Pamiętaj mnie”, „Tabu - Obcy Ląd”, „Też chciałbym tak”. Na koncercie 15-lecia Kombi muzykom została wręczona za album Tabu złota płyta.

## Lista utworów
1. „Tabu – obcy ląd” (muz. Sławomir Łosowski – sł. Waldemar Tkaczyk) – 3:22
2. „Nietykalni – skamieniałe zło” (muz. Sławomir Łosowski – sł. Waldemar Tkaczyk) – 4:07
3. „Też chciałbym tak” (muz. Waldemar Tkaczyk – sł. Waldemar Tkaczyk) – 3:24
4. „Bez szans” (muz. Sławomir Łosowski – sł. Jacek Cygan) – 3:23
5. „Nadziei coraz mniej” (muz. Waldemar Tkaczyk – sł. Waldemar Tkaczyk) – 3:51
6. „Pamiętaj mnie” (muz. Sławomir Łosowski – sł. Marek Dutkiewicz) – 3:54
7. „Jak pogodzić dwie strony” (muz. Grzegorz Skawiński – sł. Jacek Cygan) – 3:30
8. „Tyle dzieje się” (muz. Grzegorz Skawiński – sł. Waldemar Tkaczyk) – 2:53
9. „Matka noc” (muz. Grzegorz Skawiński – sł. Marek Dutkiewicz) – 4:16
10. „Obiecany raj” (muz. Sławomir Łosowski – sł. Waldemar Tkaczyk) – 4:04

## Skład
- Sławomir Łosowski – instrumenty klawiszowe, programowanie
- Grzegorz Skawiński – gitara, śpiew
- Waldemar Tkaczyk – gitara basowa

Reżyser dźwięku: Marian Ślusarczyk. Producent: Sławomir Łosowski.